# Галлура

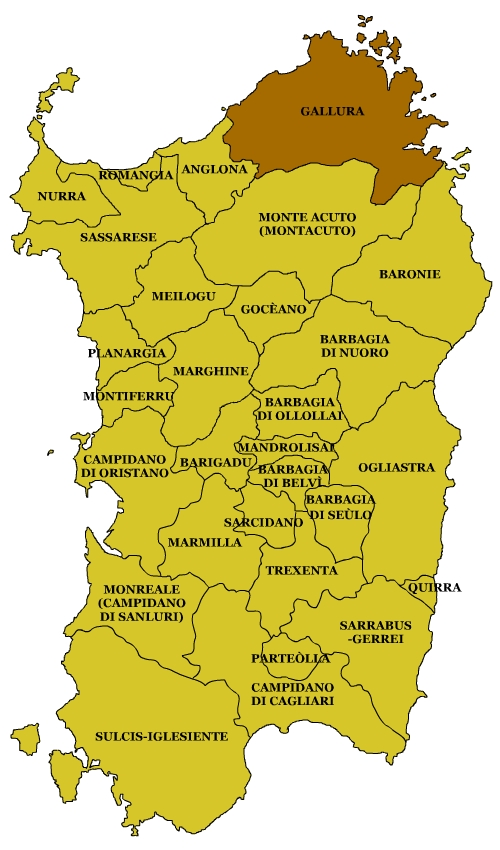
Галлура на карте Сардинии

Галлура (Gallura) — историко-культурная область, занимающая северо-восток острова Сардиния. В Средние века — один из четырёх сардинских юдикатов. До 2016 года входила в провинцию Ольбия-Темпьо. Крупнейшие населённые пункты — Ольбия (с морским портом и аэропортом) и Темпио-Паузания (кафедра местного епископа). Галлурский диалект занимает промежуточное положение между сардинским и корсиканским языками. 
Галлура отделена от соседнего острова Корсика проливом Бонифачо, ширина которого не превышает 11 км. Зимой и весной здесь дует сухой, прохладный мистраль. Туристическая индустрия Сардинии сосредоточена на Изумрудном побережье Галлуры и на прилегающем к нему архипелаге Маддалена (который в 1994 году объявлен первым сардинским национальным парком). Благодаря развитию туризма жители Галлуры имеют наивысший уровень дохода на острове.
Древнейшие мегалиты Сардинии (некрополь Ли-Мури) относят к арцакенской культуре, которая сложилась на территории Галлуры в 4-м и 3-м тыс. до н. э. Историческая столица региона, Ольбия, основана ещё финикийцами, но впоследствии не раз переносилась с места на место, а в Средние века была известна под названиями Чивита (Civita) и Терранова (Terranova). Средневековый юдикат Галлура шире одноимённой области, так как простирался далеко вглубь острова и включал даже Нуоро. В 1288 году юдикат перешёл под власть Пизанской республики. 
Из всех сардинских областей Галлура наиболее близка по своей культуре к Корсике, что объясняется регулярной миграцией сюда корсиканцев в XIV-XVIII веках. После объединения Италии остров Капрера был пожалован в собственность руководителя объединительного движения, Гарибальди, который и закончил здесь свою жизнь.
До конца XX века Галлура редко посещалась туристами и оставалась патриархальным аграрным регионом, который специализировался на выработке из  винограда сорта верментино белого вина Vermentino di Gallura (с 2011 г. имеет статус DOCG).
Привлечённый уединённостью и красотой пляжей мелкозернистого белого песка, Ага-хан IV в 1961 г. решил реализовать проект обустройства Северной Сардинии в качестве «резервации для миллионеров». С этого времени началось постепенное развитие туристической инфраструктуры Изумрудного побережья, или Коста-Смеральда.